# 8744 Cilla
8744 Cilla eller 1998 FE59 är en asteroid i huvudbältet som upptäcktes den 20 mars 1998 av LINEAR i Socorro County, New Mexico. Den är uppkallad efter Priscilla Annette.
Asteroiden har en diameter på ungefär 12 kilometer och den tillhör asteroidgruppen Themis.